# 펜잘큐
《펜잘》은 종근당에서 제조한 두통약이다. 펜잘큐는 두통, 치통, 생리통에 효과 빠른 진통제이다.

## 브랜드
《펜잘》은 1984년에 런칭한 대한민국 대표 진통제이다.
영문 '페인(PAIN, 통증)'과 한글 '잘'의 합성어로 '통증에 잘 듣는 효과 빠른 진통제'라는 의미의 브랜드이다.
2008년 12월 11일, 기존 펜잘에 IPA 성분을 빼고 에탄자이드 성분을 추가하여 '펜잘큐정'으로 리뉴얼을 진행하였고 약물 안전성을 확립하였다.
초창기 TV모델인 사미자를 등장시켜 광고를 시작하였다. 그 외는 박찬환, 장용, 이종남, 이응경, 정혜영, 신지혜, 김진, 양미라, 최재원, 김원희, 안재모, JYJ 등이 출연하였다. 2014년에는 컬투가 광고모델을 하였으며 2019년에는 마담펜잘을 등장시켜 이솜이 광고모델을 하였다.

## 성분
- 에텐자마이드 200mg
- 아세트아미노펜 300mg
- 카페인무수물 50mg

## 포장형태
- 10정(10Tab) 펜잘큐정,펜잘더블유정,펜잘나이트정
- 500정 (500Tab) 펜잘이알서방정 - (일반,전문의약품)

## 참지말고 펜잘
펜잘은 진통제에 대한 생각을 변화시키고자 하는 브랜드로서, 2011년 '참지말고, 펜잘'이라는 광고 캠페인을 런칭했다.
스스로가 참을 때까지 참다가 약을 복용하는 행태가 'Bad Habit'이라는 것을 자각시키고 복용 소비자의 변화에 동참하고자 하는 커뮤니케이션을 진행 중이다.
'두통을 참는것 = 손해'이며 '참지말고, 펜잘'이라는 캠페인 슬로건으로 소비자 선호도를 높이고 있다.

## 마담펜잘
마담펜잘은 펜잘의 브랜드 엔도저이다.
펜잘 제품 패키지에 삽입된 구스타프클림트 ‘아델레 블로흐 바우어 부인의 초상’ 모델을 캐릭터화하여, 신선하고 강렬한 이미지를 전달하고 있다.
무조건 참는다고 세상이 너에게 호의를 보이지는 않는다.
오히려 참지만 말고 요구할 건 요구하면서 자기 자신을 사랑하면서 살라고 얘기해주는 그녀.
살다보면 참아서 좋은 일도 있고, 참아야만 하는 일도 있겠지만 자기 자신을 사랑하는 것까지 참고 양보하지는 말라는 것이 그녀의 주장.
항상 흐트러지지 않는 스타일로, 인생을 즐기며 사는 법을 알았던 그녀는 두통을 참는 것은 자기가 자기 자신을 괴롭히는 일이니,
두통을 참으면서 인생을 낭비하지 말고 펜잘을 먹고 인생을 즐기며 살라고 얘기한다.
우아하고, 당차고, 자기 자신을 사랑하고, 불의를 보면 참지 않으며 어디선가 누군가에게 두통이 생기면 등장하는 이 시대의 히로인이자 걸크러쉬,
그녀의 이름은 마담펜잘이다.